# Bitwa pod Ceresole
Bitwa pod Ceresole – starcie zbrojne, które miało miejsce 11 kwietnia 1544 r. Była to decydująca bitwa w trakcie VI wojny włoskiej (1535–1544) pomiędzy Francją a siłami habsbursko-hiszpańskimi. Do bitwy doszło w pobliżu wioski Ceresole d’Alba. Na czele armii francuskiej stał Franciszek Burbon, hrabia d’Enghien. Armią cesarską dowodził markiz del Vasto.

## Przed bitwą
Podczas gdy Francuzi zajęci byli próbami odbicia Carignano, zajętego przez armię cesarską, del Vasto na czele swoich oddziałów starał się zając pozycje w pobliżu miasta, co miało zmusić napastnika do przerwania oblężenia. Manewr ten nie powiódł się jednak, między innymi na skutek gwałtownych deszczów, po których drogi stały się nieprzejezdne, a to w rezultacie uniemożliwiło dostawy zaopatrzenia dla armii cesarskiej. Młody Franciszek przewidział jednak manewr d’Avalosa, po czym uzyskał u króla pozwolenie na stoczenie walnej bitwy.
Wczesnym rankiem dnia 11 kwietnia oddziały Franciszka wyruszyły z obozu spod Carignano, napotykając prawą flankę wojsk cesarskich, stacjonujące od 10 kwietnia w Ceresole d’Alba. Markiz del Vasto podjął decyzję przyjęcia bitwy i obrony Carignano. Siły obu stron były porównywalne, Habburgowie i Hiszpanie mieli niewielką przewagę w ilości piechoty, Francuzi zaś posiadali liczniejszą kawalerię. Obie armie dysponowały porównywalną artylerią.

## Bitwa
Obaj dowódcy starali się wykorzystać pozycję defensywną, prowokując przeciwnika do ataku. Zarówno Francuzi, jak i Habsburgowie ustawili swoich pikinierów w trzech zgrupowaniach jedno obok drugiego. Na obu flankach rozmieszczono natomiast kawalerię. Obaj głównodowodzący pokładali nadzieję w sile broni palnej, która zadecydowała m.in. o wyniku bitwy pod Pawią. Walkę rozpoczęto według najnowszego sposobu walki kilkugodzinnym ostrzałem artylerii i broni palnej.
Uzbrojeni w broń palną żołnierze w otwartym polu nie byli w stanie przeciwstawić się atakom kawalerii. Dużo bardziej skuteczny okazał się ostrzał artyleryjski, ale i on nie przyniósł rozstrzgnięcia w bitwie. Dopiero po długotrwałym ostrzale del Vasto zdecydował się w końcu na atak.
Prawe skrzydło wojsk cesarskich składające się z doświadczonych landsknechtów oraz sił hiszpańskich starło się z oddziałem nowo zwerbowanych szwajcarskich najemników, którzy zostali pobici. Po pobiciu Szwajcarów zwycięzcy rzucili się w pościg za uciekinierami, osłabiając tym samym siły walczące w centrum. Ataku habsburskiej piechoty nie była w stanie zatrzymać także kawaleria francuska na prawym skrzydle. Jednak w centrum mniej doświadczony oddział landsknechtów trafił na silną grupę Szwajcarów dowodzoną przez naczelnika wojsk Froehlicha. W wyniku walk w centrum lekka kawaleria hiszpańska została rozbita przez ciężką jazdę francuską. W momencie tym najbardziej zabrakło wsparcia landsknechtów, którzy ścigali przeciwnika na prawym skrzydle. W jakiś czas później trzeci oddział Francuzów uderzył z flanki na składające się z włoskich strzelców oddziały cesarskie. Włochom nie pomógł nawet atak jazdy florenckiej, który został odparty. Sytuacja w centrum nie zmieniła się nawet w chwili powrotu zwycięskich landsknechtów z prawego skrzydła, którzy nie byli już w stanie odwrócić sytuacji na polu bitwy. Na powracających landsknechtów spadł atak francuski ze wszystkich stron, który całkowicie rozbił przeciwnika. Straty wojsk cesarskich w bitwie były ogromne i wyniosły prawie 5 000 zabitych.

## Po bitwie
Bitwę cechowało użycie broni palnej, które jednak nie przyniosło oczekiwanego rezultatu. We wcześniejszych bitwach wojen włoskich, występował wyraźny podział na stronę atakującą oraz broniącą się. Inaczej było pod Ceresole, gdzie obie strony starały się ustawić defensywnie, chcąc wykorzystać siłę artylerii i broni palnej a tym samym zadać przeciwnikowi z daleka jak największe straty. W bitwie Habsburgowie po raz pierwszy wykorzystali strzelców uzbrojonych w arkebuzy i pistolety, którzy stanęli w grupie pikinierów. Siła ta miała za zadanie ostrzeliwać zaatakowanego przez landsknechtów przeciwnika. Przyjmuje się, że broń palna miała równie ważne znaczenie w trakcie bitwy co artyleria, jednak jej użycie nie doprowadziło do rozstrzygnięcia w batalii.
Pomimo zwycięstwa Francuzów, ich sukces okazał się nikły. Zwycięzcy zajęli wprawdzie Carignano, wkrótce jednak musieli wycofać się z zajętych terenów.